# 리 공황
리 공황(李恭皇, 생년 미상 ~ 1130년)은 리 왕조의 추존 황제이자 태상황으로 리 성종의 아들이자 리 신종의 부친이다. 이름은 실전되어 알 수 없으며 베트남 역사상 최초의 태상황(太上皇)이다.

## 생애
태상황 즉위전 작위는 숭현후(崇賢侯)였다는걸 제외하면 태상황 이전의 행적은 전해지지 않는다.
본래 형 인종처럼 후사가 없었으나 한 승려가 "부인이 아이를 낳을 때, 저에게 먼저 그걸 말해주시고 복을 빌게 해주십시오"라고 청하자 그리 하였더니 숭현후의 부인 두씨(杜氏)는 훗날의 신종인 이양환을 낳았다. 이양환은 2살의 나이에도 총명함이 돋보여 백부인 인종의 황태자로 책봉받았다.
1127년, 인종이 사망하자 이양환이 신종으로 즉위하였고 2년 후인 1129년, 자신의 친부인 숭현후를 태상황으로, 모후 두씨를 황태후로 높이고 동인궁(洞仁宮)에 거주하게 하였다.
1130년 5월, 태상황이 사망하였다. 조정에선 황제(Emperor)로 모시되 온전한 "皇帝"에서 격을 낮춘 "皇"으로만 추시하여 공황(恭皇)이라고 하였다.

## 가족
- 부황: 리 인종
- 모후: 불명
- 정비: 두태후(杜太后) - 소효황후(昭孝皇后)로 추존.
- 차비: 진영태후(宸英太后)
- 아들: 리 신종 - 두태후 소생.